# Козубенко Володимир Анатолійович
Володи́мир Анато́лійович Козу́бенко — молодший сержант Збройних сил України. Народився 29 грудня 1993 року, в селі Шамраївка Сквирського району Київської області (наразі Білоцерківський район).  

## Нагороди
За особисту мужність і героїзм, виявлені у захисті державного суверенітету та територіальної цілісності України, вірність військовій присязі під час російсько-української війни
- нагороджений орденом «За мужність» III ступеня (26.2.2015).